# Fitzalania
Fitzalania é um género botânico pertencente à família Annonaceae.